# Джалмат-Юмонт
Джалмат-Юмонт (англ. Jalmat-Eumont) — нафтогазове родовище в США, штат Нью-Мексико. Відкрите в 1927 році, розробляється з 1929 року.

## Характеристика
Входить у Пермський нафтогазоносний басейн. Родовище приурочене до рифтового масиву Капітен, що об'єднує 5 продуктивних куполів на території 72х8 км. Початкові запаси газу 232 млрд м³, нафти — 67 млн т.
Продуктивні піщані і карбонатні верхньопермські відклади в інтервалі 850—1750 м. Пористість колекторів 2,7-16,2 %, проникність 0,2-118 мД. Склад газу (%): СН4 81,0, гомологи — 16,5, N2 — 2,5. Густина нафти 865—907 кг/м³. В'язкість 6,6-18,6х10-6 м²/с (37,8 °C), сірки 4,0 %.

## Технологія розробки
Експлуатується 1000 свердловин. Річний видобуток нафти і газу — відповідно 0,7 млн т і 2,5 млрд м³.